# エド・ダーウィンスキ
エドワード・ジョーゼフ・ダーウィンスキ（英: Edward Joseph Derwinski 1926年9月15日 - 2012年1月15日) はアメリカ合衆国の軍人・政治家である。ジョージ・H・W・ブッシュ政権にて初代アメリカ合衆国退役軍人長官を務めた。